# 圖-114
圖波列夫圖-114「俄羅斯」型（俄语：Tyполев Тy-114 Poccия，北約代號Cleat）是一種俄國長程螺旋槳客機，於1955年蘇聯時代推出，是图-95轟炸機的大改设计。从轰炸机的中单翼变为客机的下单翼，以免翼根横穿客舱。在十數年間，是世界最大、最長程、最快的客機（直到維克斯VC10推出后才被打破）。其航程高達10,900 km（6,800 mi）。官方1960年代也直接使用世界最快客機當成宣傳用詞。
因為有着四台高动力的NK-12涡轮螺旋桨发动机，图-114巡航速度可達880km/h，並可搭載224名乘客，也有改裝成170個臥舖的機型。在它14年的營運期中Tu-114達成極高安全性和穩定度，直到被伊尔-62客機取代前完成了6百萬人次的客運。本機共有32架，都是於60年代在Aviakor廠建造的。

## 营运历史
第一架图-114（CCCP-L5611）于1959年被赫鲁晓夫用作其访问美国的专机，因為1950年代的蘇聯飛機無法與美國匹敵所以臨時改裝軍用機當做首長機。由于该机螺旋桨直径达5.6米，因此起落架超长，加之为避免翼梁从客舱内穿过，又较图-95加高了机舱，因此客舱门超高。在苏联国内的主要机场为此专门配置了加高的舷梯车，另外在机内舱门旁还配置了一支折叠梯，以便在没有加高舷梯车的机场取出“应急”架在普通舷梯车上，以达到舱门高度。在该机抵达安德鲁斯空军基地后，由于该机场舷梯车的高度无法触及图-114的前舱门，赫鲁晓夫等人只能经由图-114自带的折叠梯下行至舷梯车。类似的舷梯问题也曾在图-114首航伦敦、巴黎、东京时发生，因为除苏联外都没有准备加高舷梯车，因此这个“应急”折叠梯在国际航班中实际成了必用品。此外因為開發過速，由于国防部长马林诺夫斯基担心飞机的安全性，而赫鲁晓夫坚持要坐此飞机來宣揚國威，飞机的设计者图波列夫为了表示对飞机的安全性有信心，让自己的儿子阿列克谢一同乘飞机。此事当时并未公开。
图-114于1961年4月24日正式投入运营，首航莫斯科-伯力航线，其后被用于莫斯科至哥本哈根、哈瓦那、巴黎等地的国际航线。1967年4月17日，苏联与日本正式通航，莫斯科至东京的班机由苏联民航和日本航空联营，使用苏联民航的图-114，机身标有日本航空的标志，机组及乘务人员中有1名机组人员和5名乘务员来自日航。
1976年5月11日，苏联交通部宣布决定全部退役图-114，该机在12月2日执行了从哈巴罗夫斯克飞往多莫杰多沃的最后一次航班。33架图-114如今只有3架幸存下来，一架在莫斯科郊外的莫尼诺俄罗斯联邦空军博物馆，另两架分别保存在乌里扬诺夫斯克和乌克兰克里沃罗格。

## 技術規格(Tu-114)

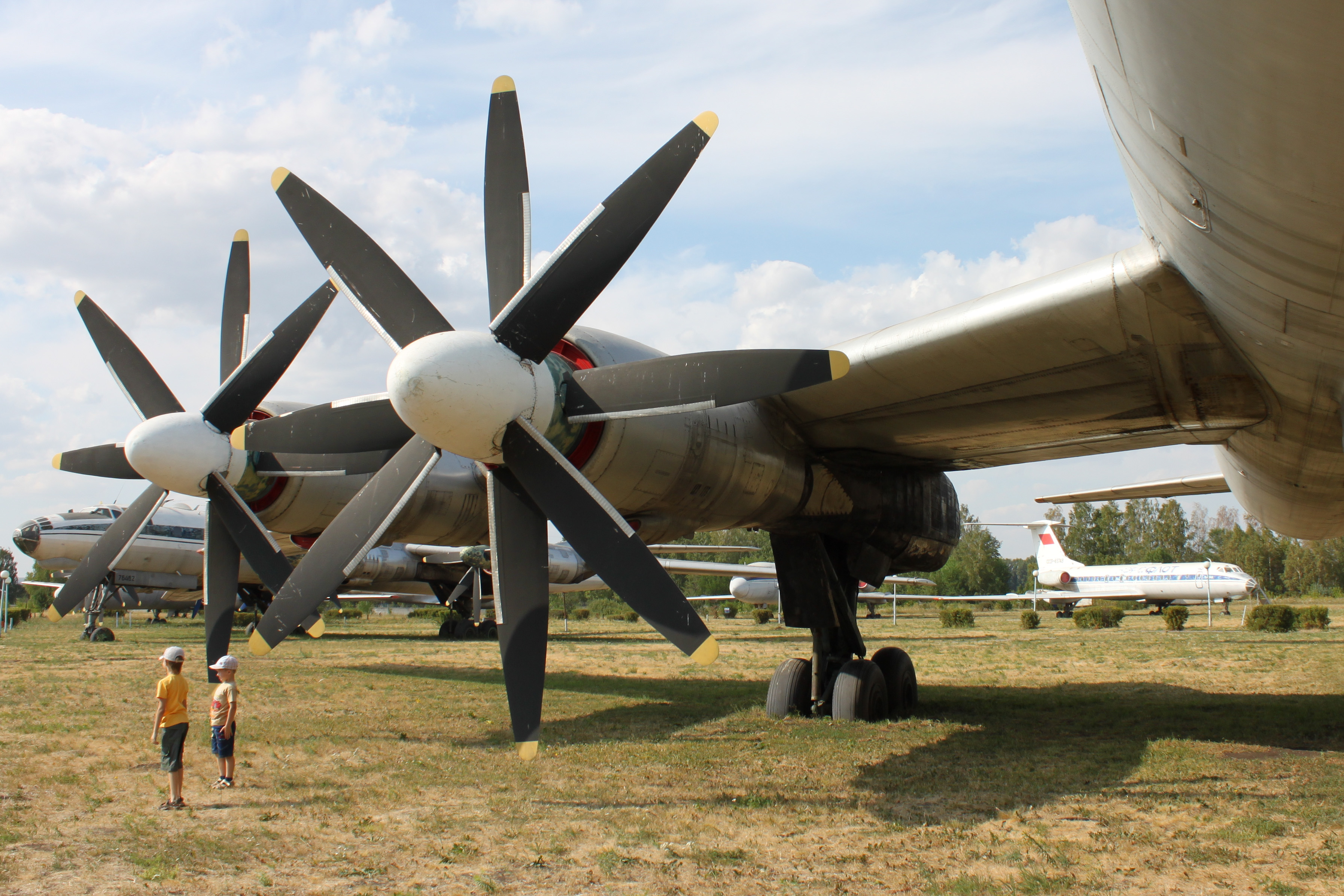
NK-12引擎

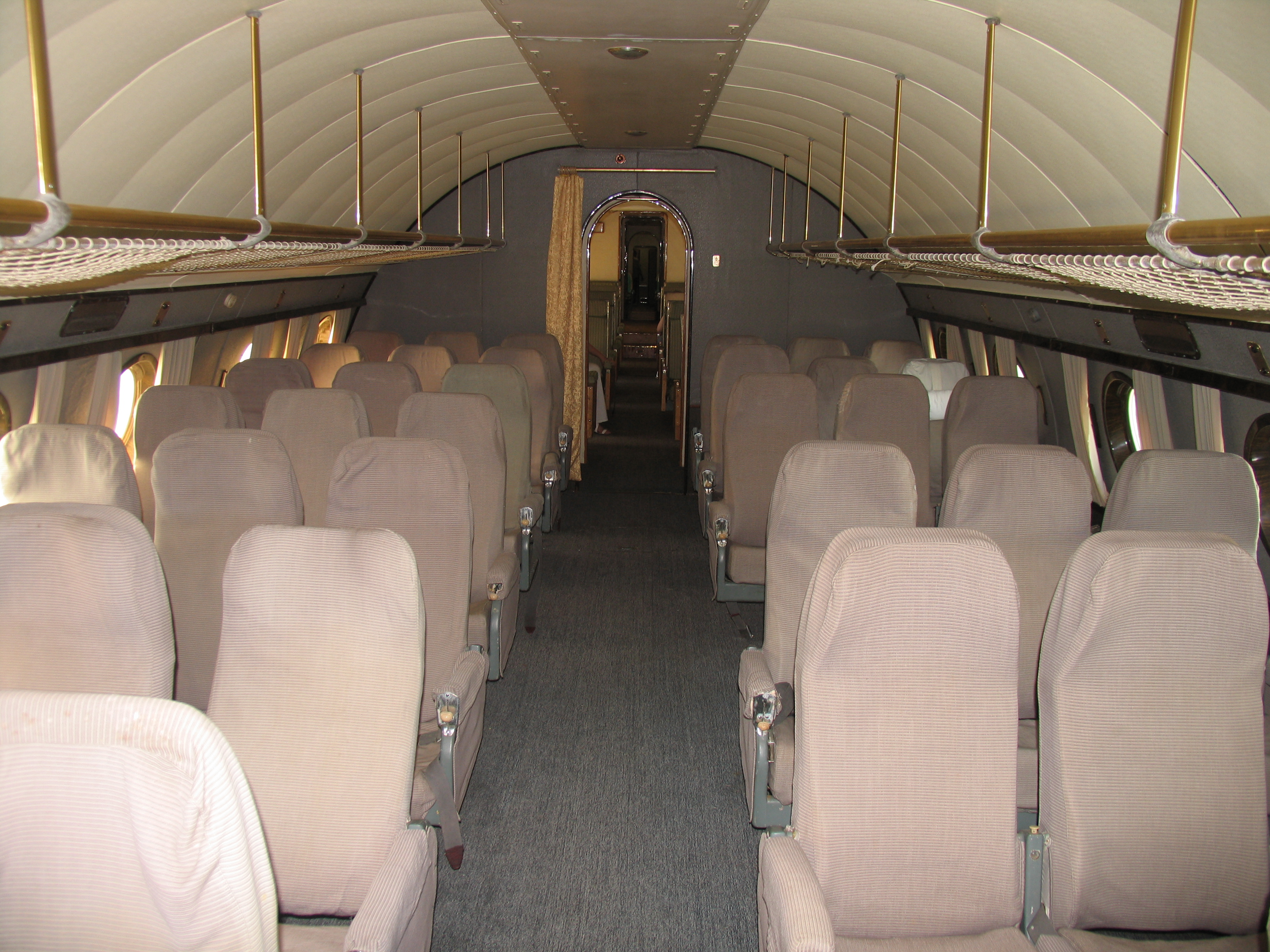
座艙

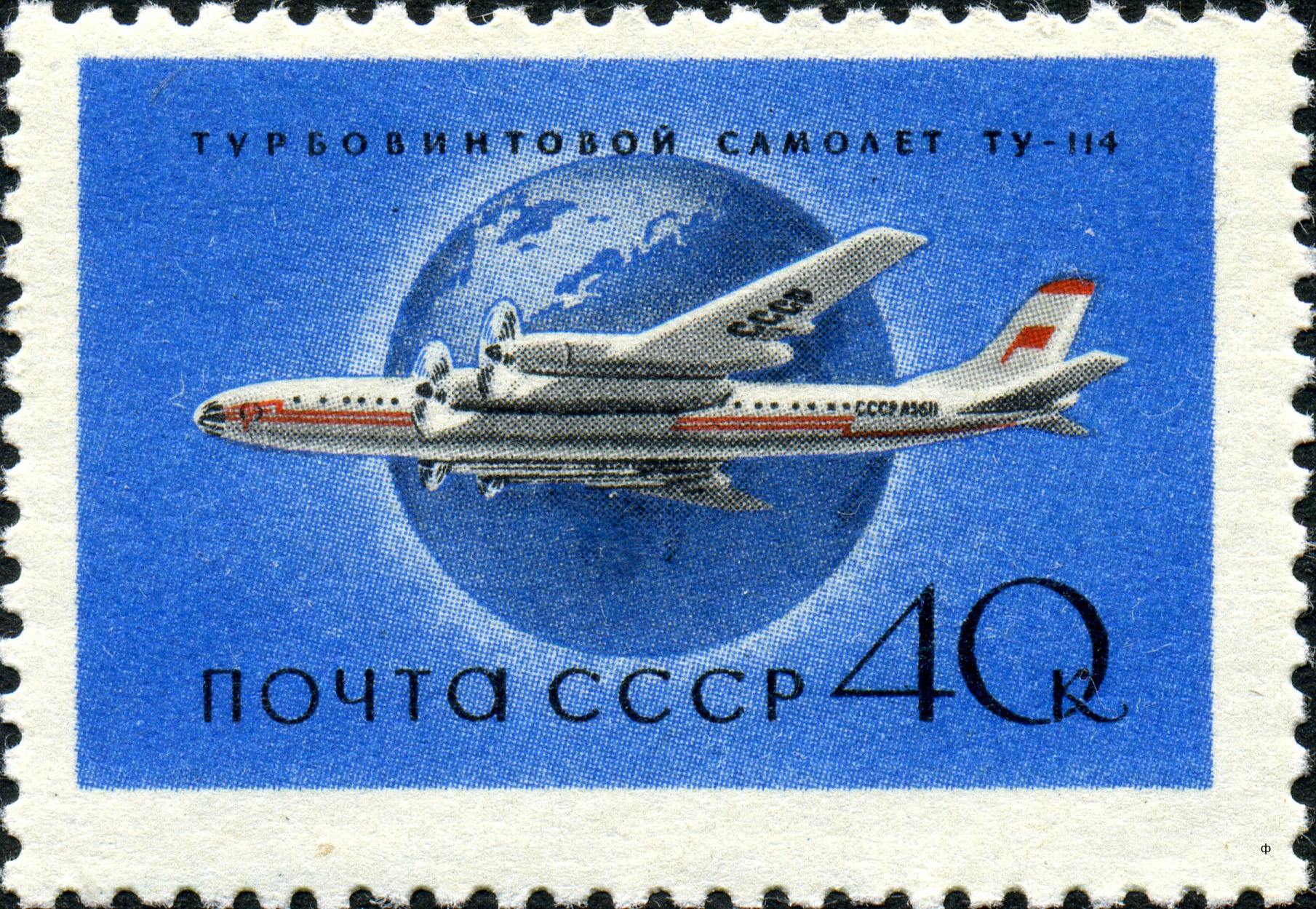
1958年紀念郵票

基本信息
- 容量：120-220(224) 人

性能

## 外部連結
- Tu-114 in Museum of Civilian Aviation, Ulyanovsk, Russia（页面存档备份，存于）
- 越洋巨鸢：苏联图-114远程客机   （页面存档备份，存于）
- Tupolev Tu-114 Rossiya（页面存档备份，存于）